# Juan Ortiz de Zárate (Komponist)
Juan Ortiz de Zárate (* 1959) ist ein argentinischer Komponist.
Ortiz besuchte das Konservatorium von La Lucila und studierte an der Universidad Católica Argentina. Er setzte seine Ausbildung in Frankreich am IRCAM und in Deutschland an der Hochschule für Musik und Darstellende Kunst Stuttgart, wo er Schüler von Helmut Lachenmann war. Seine Dissertation verfasste er an der University of Edinburgh. Ein Stipendium des Deutschen Akademischen Austauschdienstes ermöglichte im zwischen 1991 und 1994 den Besuch der Darmstädter Ferienkurse.
Seine Kompositionen wurden bei internationalen Wettbewerben wie dem Concurso Internacional de Composición del S.O.D.R.E. in Uruguay und dem Concurso Internacional de Composición Rodolfo Halfter in Mexiko aufgeführt und u. a. mit Preisen der SADAIC und des Fondo Nacional de las Artes, dem Premio Municipal und dem Premio Regional-Secretaría de Cultura de la Nación ausgezeichnet. Er unterrichtet Komposition an der Universidad Católica Argentina und an der Universidad Maimónides. In Fachzeitschriften veröffentlichte er Beiträge u. a. über seinen Lehrer Lachenmann und über Brian Ferneyhough.

## Werke
- Bsllada dell'Arte. für Tenor, Flöte, Violine und Klavier, 1986.
- Nocturno. für zwei Gitarren, 1986–87
- Un pequeno Lied. für Klarinette und zwei Gitarren, 1987.
- Dos piezas breves. für Flöte, Klarinette und zwei Gitarren, 1987.
- Musica para la Antigona de Jean Anouilh für Klavier, Harfe und Orchester, 1987–88
- E.S.Super… für zwei Violinen, Viola, Cello, Harfe, Klavier, Cembalo und zwei Perkussionisten, 1988.
- Leyenda. Ballett für Orchester, 1988.
- La Espada de Abbaddon. für Orchester, 1988–89·
- Concierto para Orquesta. 1989–90
- Genesis. für gemischten Chor und Orgel, 1990.
- Reflexiones I. für Flöte, Violine, Klavier und Perkussion, 1990–91
- Suoni immaginari. für Flöte, Violine, Gitarre und Perkussion, 1990–91
- Sobre Heroes y Tumbas. für Sopran und zehn Instrumente, 1991.
- Libro del consejo. für Tenor, Bariton, Kinderchor, gemischten·Chor und großes Orchester, 1991.
- Pieza I. für Streichquartett, 1992.
- Tres tristes tigres. für Bläserquintett und Klavier, 1992–93
- Zwischenfall. für fünf Perkussionisten, 1993–94
- Movimientos desintegra(b)les. für großes Orchester, 1995–96
- Puntos, Regiones…, de Referencia für Klavier und Orchester, 1996–97
- (Otras) Estructuras profanas I. für Marimba und vier Perkussionisten, 1997.
- A Christmas Carol. für Flöte, Klarinette, Violine, Cello, Mezzosopran, Klavier, zwei Perkussionisten und Elektroakustik, 1998.
- (Otras) Estructuras·profanas II. für Perkussion, 1999.
- First Sight for K. für Klavier, 1999–2000
- Second Sight for K. für Streichquartett, 2000–01
- Escena XII. für Sopran und Klavier, 2001–02·
- Entrada. für Orgel, 2002.
- K…, Kammeroper, 2002–03
- Puntos de Contacto. für Orchester mit Harfe und Klavier, 2003–04
- Madrigal Esperanzado. für Mezzosopran, Tenor, Bass, Posaune, Harfe, zwei Perkussionisten·und Violine, 2004.
- Aldonza. für Klavier, 2004–05
- …todo muda… für gemischten Chor a cappella, 2005.
- Escena CXIII. für zwei Flöten, Trompete, Stimme, Violine und Klavier, 2006.
- Breve Tratado sobre la Furia. für Flöte, Klarinette, Violine, Cellu und Klavier, 2007–08
- Hubo pues in antes… für Cello solo, 2008–09
- Can she excuse. für Flöte, Gitarre und Stimme, 2009.
- Pianissimo 1 y 2. für Klavier, 2008–09
- Monólogo V. für Flöte solo, 2010.
- Diario de un Proceso. Kammeroper, 2009–11